# Лука Маркеджані
Лука Маркеджані (італ. Luca Marchegiani, * 22 лютого 1966, Анкона) — колишній італійський футболіст, воротар.
Насамперед відомий виступами за клуби «Торіно» та «Лаціо», а також національну збірну Італії.
Чемпіон Італії. Дворазовий володар Суперкубка Італії з футболу. Триразовий володар Кубка Італії. Володар Кубка Кубків УЄФА. Володар Суперкубка УЄФА. Володар Кубка Мітропи.

## Клубна кар'єра
Вихованець футбольної школи клубу «Єзі». Дорослу футбольну кар'єру розпочав 1984 року в основній команді того ж клубу. Згодом грав в іншому нижчоліговому клубі, «Аврора Латині», а з 1987 по 1988 рік виступав за «Брешію».
Своєю грою за останню команду привернув увагу представників тренерського штабу клубу «Торіно», до складу якого приєднався 1988 року. Відіграв за туринську команду наступні п'ять сезонів своєї ігрової кар'єри. Більшість часу, проведеного у складі «Торіно», був основним голкіпером команди. Відзначався досить високою надійністю, пропускаючи в іграх чемпіонату в середньому менше одного голу за матч. За цей час виборов титул володаря Кубка Італії, ставав володарем Кубка Мітропи.
1993 року уклав контракт з клубом «Лаціо», у складі якого провів наступні десять років своєї кар'єри гравця.  Граючи у складі «Лаціо» також здебільшого виходив на поле в основному складі команди. За цей час додав до переліку своїх трофеїв титул чемпіона Італії, знову ставав володарем Кубка Італії (двічі), володарем Кубка Кубків УЄФА, володарем Суперкубка УЄФА.
Завершив професійну ігрову кар'єру у клубі «К'єво», за команду якого виступав протягом 2003—2005 років.

## Виступи за збірну
1992 року дебютував в офіційних матчах у складі національної збірної Італії. Протягом кар'єри у національній команді, яка тривала 5 років, провів у формі головної команди країни лише 9 матчів, пропустивши 7 голів. У складі збірної був учасником чемпіонату світу 1994 року у США, де разом з командою здобув «срібло».
| Дата       | Місто     | Господарі            | Результат  | Гості     | Турнір               | Голи | Примітки |
| ---------- | --------- | -------------------- | ---------- | --------- | -------------------- | ---- | -------- |
| 06/06/1992 | Чикаго    | США                  | 1 – 1      | Італія    | USA Cup              | -1   |          |
| 09/09/1992 | Ейндговен | Нідерланди           | 2 – 3      | Італія    | товариський матч     | -2   |          |
| 14/10/1992 | Кальярі   | Італія               | 2 – 2      | Швейцарія | Відбір до ЧС 1994    | -2   |          |
| 24/03/1993 | Палермо   | Італія               | 6 – 1      | Мальта    | Відбір до ЧС 1994    | -    | 83'      |
| 27/05/1994 | Парма     | Італія               | 2 – 0      | Фінляндія | товариський матч     | -    |          |
| 23/06/1994 | Нью-Йорк  | Італія               | 1 – 0      | Норвегія  | ЧС 1994 - 1-й етап   | -    | 21'      |
| 28/06/1994 | Вашингтон | Італія               | 1 – 1      | Мексика   | ЧС 1994 - 1-й етап   | -1   |          |
| 05/07/1994 | Бостон    | Нігерія              | 1 – 2 д.ч. | Італія    | ЧС 1994 - 1/8 фіналу | -1   |          |
| 06/11/1996 | Сараєво   | Боснія і Герцеговина | 2 – 1      | Італія    | товариський матч     | -    | 46'      |
| Усього     |           | Матчів               | 9          |           | Голів                | -7   |          |

## Титули і досягнення
- Чемпіон Італії (1):

«Лаціо»:  1999–00
- Володар Суперкубка Італії з футболу (2):

«Лаціо»:  1998, 2000
- Володар Кубка Італії (3):

«Торіно»:  1992–93
«Лаціо»:  1997–98, 1999–00
- Володар Кубка Кубків УЄФА (1):

«Лаціо»:  1998–99
- Володар Суперкубка УЄФА (1):

«Лаціо»:  1999
- Володар Кубка Мітропи (1):

«Торіно»:  1991
- Віце-чемпіон світу: 1994